# Filaret von Kiew

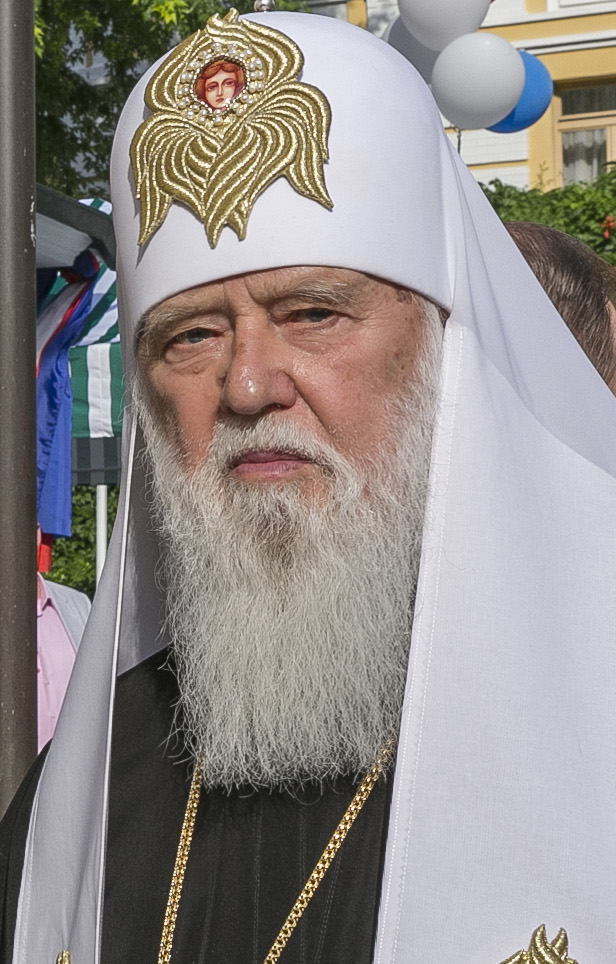
Philaret 2014

Philaret (ukrainisch Філарет Filaret; weltlicher Name Михайло Антонович Денисенко Mychajlo Antonowytsch Denyssenko; russisch Михаил Антонович Денисенко Michail Antonowitsch Denissenko; * 23. Januar 1929 in Blahodatne, Rajon Amwrossijiwka, Oblast Donezk, Ukrainische SSR) ist Bischof und Ehrenpatriarch der Orthodoxen Kirche der Ukraine. Er war von 1995 bis 2018 Patriarch der „Ukrainisch-Orthodoxen Kirche – Kiewer Patriarchat“.

## Leben

### Ausbildung und erste geistliche Ämter
Er stammt aus einer Arbeiterfamilie im Donbass. Nach dem Abitur im Jahr 1946 besuchte er das Geistliche Seminar in Odessa, das er mit Auszeichnung abschloss. Anschließend studierte er an der Geistlichen Akademie in Moskau. Dabei legte er am 1. Januar 1950 sein Mönchsgelübde ab und nahm den geistlichen Namen Philaret an. Am 15. Januar wurde er zum Erzdiakon von Patriarch Alexius I. geweiht. Am 18. Juni 1950 wurde er zum Erzmönch geweiht.
Nach dem Abschluss seiner Studien lehrte Philaret an verschiedenen geistlichen Hochschulen und Seminaren. Im Jahr 1953 wurde er Lehrer an der Moskauer Geistlichen Akademie. 1953–1954 war er Dozent an dieser Akademie. 1956 wurde er Hegumen und arbeitete als Inspektor an der Geistlichen Akademie in Saratow. 1957 wurde Philaret Inspektor an der Geistlichen Akademie in Kiew und am 12. Juli wurde er Archimandrit in einem Kloster.

### Leitende geistliche Ämter
Im Jahre 1960 wurde Philaret  Geschäftsführer des ukrainischen Exarchats. Zugleich war er Vorsteher der Kiewer Wladimirkathedrale.
Im Juni 1961 wurde Philaret zum Leiter der Vertretung der Russischen Orthodoxen Kirche im Griechisch-Orthodoxen Patriarchat von Alexandrien berufen. Im Jahre 1962 wurde er zum Bischof für die neue Eparchie für Wien und Österreich geweiht. Am 14. Mai 1966 wurde Philaret Erzbischof von Kiew und Halytsch und am 26. Februar 1967 zum Metropoliten von Kiew berufen.
Erzbischof Philaret arbeitete in der internationalen Christlichen Friedenskonferenz (CFK) mit und war Teilnehmer ihrer V. und VI. Allchristlichen Friedensversammlung 1978 und 1985 in Prag. Er war Mitglied ihrer Leitungsgremien und seit 1985 auch einer ihrer Vizepräsidenten.

### Seit 1990
1990 wurde Philaret nach dem Tod von Patriarch Pimen kurzzeitig kommissarisches Oberhaupt der Russisch-Orthodoxen Kirche. Bei der anschließenden Wahl des neuen Patriarchen wurde er jedoch nicht gewählt. Philaret wurde daraufhin zum Leiter des Exarchats Ukraine als Metropolit von Kiew und der Ukraine bestimmt.  Er begrüßte die Unabhängigkeit der Ukraine und setzte sich sehr für die Selbstständigkeit der ukrainischen Kirche ein.
1992 verließ Philaret die Russische Orthodoxe Kirche und gründete die Ukrainische Orthodoxe Kirche – Kiewer Patriarchat.
Er wurde Stellvertreter von Patriarch Mstislaw und 1993 Stellvertreter von Patriarch Wladimir.
1995 wurde Philaret zum Patriarchen der Ukrainischen Orthodoxen Kirche – Kiewer Patriarchat gewählt.
1997 wurde er wegen seines Handelns durch das Moskauer Patriarchat mit dem Kirchenbann belegt.
2014 unterstützte Patriarch Philaret die Bewegung Euromaidan und verurteilte wiederholt scharf die Annexion der Krim und die Besetzung der Ostukraine durch russlandfreundliche Einheiten.
Patriarch Philaret bemühte sich um eine Anerkennung der Ukrainischen Orthodoxen Kirche (Kiewer Patriarchat) durch das Ökumenische Patriarchat von Konstantinopel. Anfang Septembers 2018 bestimmte der Ökumenische Patriarch Bartholomeos I. zwei Exarchen in der Ukraine (Erzbischof Daniel von Pamphilon (Vereinigte Staaten) und Bischof Ilarion von Edmonton (Kanada)) im Rahmen der Vorbereitungen für die Gewährung der Autokephalie an die ukrainisch-orthodoxe Kirche. Der 1997 verhängte Kirchenbann wurde am 11. Oktober 2018 von Patriarch Bartholomeos für ungültig erklärt. Dieser Schritt wurde von anderen orthodoxen Kirchen bislang nicht anerkannt, ebenso manche auch nicht die neugegründete Orthodoxe Kirche der Ukraine, der Konstantinopel seither die Autokephalie verlieh.

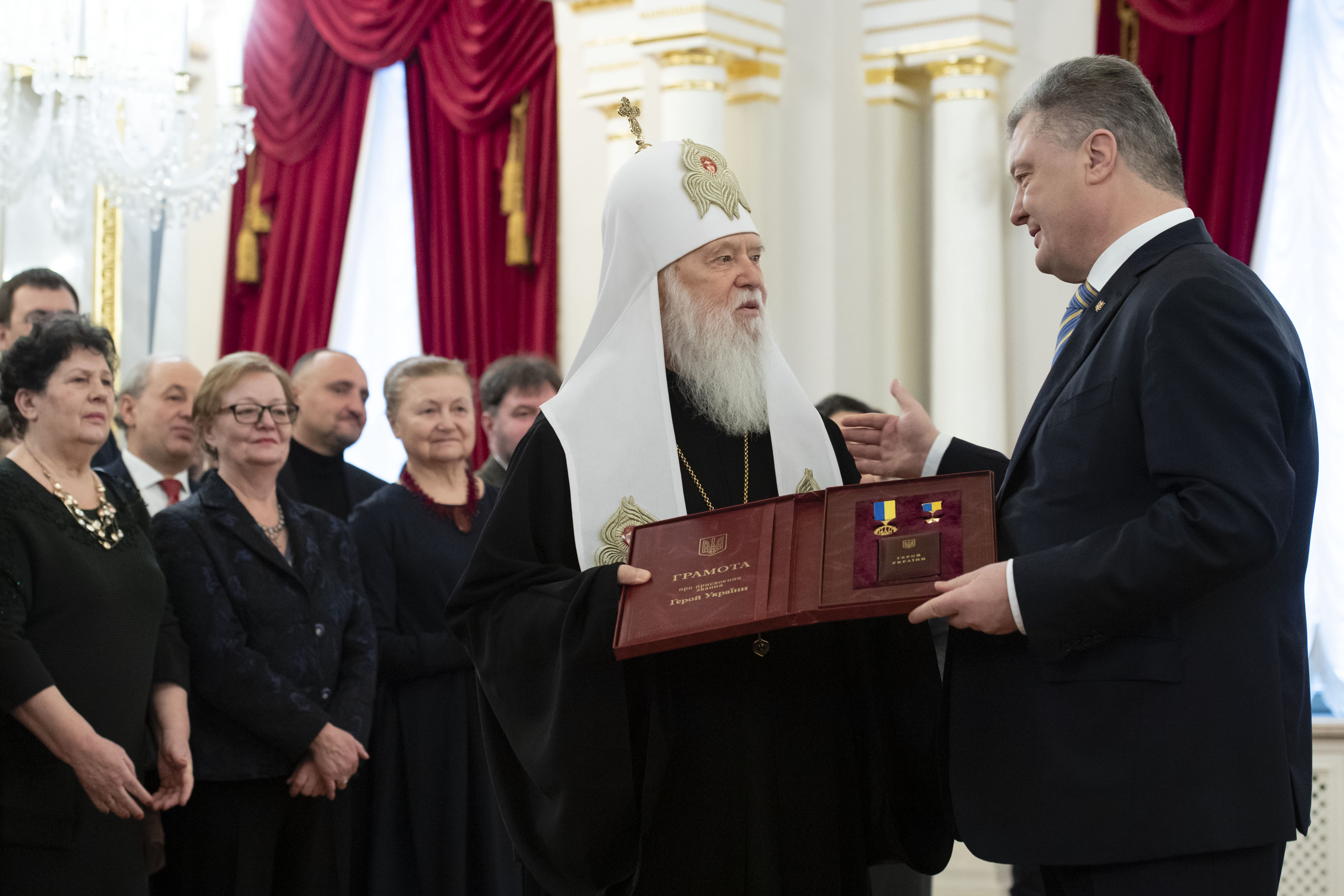
Expatriarch Philaret und Präsident Poroschenko bei den Feierlichkeiten zum Tag der Einheit der Ukraine (100 Jahre Akt Zluky, am 22. Januar 2019)

Im Januar 2019 wurde Philaret mit dem Titel „Held der Ukraine“ die höchste staatliche ukrainische Auszeichnung verliehen.
Wenige Monate nach der Gewährung der Autokephalie durch Konstantinopel wandte sich Filaret sowohl gegen das Oberhaupt der neuen Kirche, den Metropoliten Epiphanius, als auch gegen die Verleihung der Autokephalie durch Bartholomeos I. Er kritisierte ihre Bedingungen, die eine Abhängigkeit vom Patriarchen von Konstantinopel etablieren, und behauptete, das bisherige Kiewer Patriarchat bestehe fort.
Im Zuge der Corona-Krise äußerte sich Philaret wie folgt: „Die Ursache des Coronavirus ist die Sündhaftigkeit der Menschheit. Die Menschen verteidigen nicht das Gute, sondern das Böse. Das Böse breitet sich aus. Ich meine vor allem die Homo-Ehe. Sie ist die Ursache des Coronavirus und nicht nur sie. Den Kindern wird nahegelegt, ihr Geschlecht auszusuchen. Ist das das Gute?! Das ist das Böse.“  Die  ukrainische LGBTI-Organisation Insight kritisierte, dass der Patriarch falsche Informationen verbreitet habe, und verklagte ihn bei einem Kiewer Gericht (laut  Nachrichtenagentur Reuters soll dies die erste derartige zivilrechtliche Klage in einer Ex-Sowjetrepublik sein). Auch Amnesty International kritisierte Denyssenkos Äußerungen als schädlich, weil sie u. a. eine Zunahme von Akzeptanz von Gewalt gegen bestimmte Gruppen zur Folge haben könne. Ein halbes Jahr nach seinen internationales Aufsehen erregenden Äußerungen infizierte sich Filaret selbst und musste wegen der als „Strafe Gottes“ bezeichneten Krankheit COVID-19 stationär behandelt werden. Nach überstandener Lungenentzündung konnte der zu diesem Zeitpunkt 91-jährige Mitte September 2020 das Krankenhaus verlassen.